# The Cameraman
The Cameraman és una pel·lícula muda estatunidenca interpretada i codirigida per Buster Keaton i Edward Sedgwick que es va estrenar el 22 de setembre de 1928. The Cameraman va ser la primera pel·lícula que Buster Keaton va fer per a la Metro-Goldwyn-Mayer i és considerada una de les seves millors pel·lícules. En aquesta pel·lícula Keaton va tenir una llibertat d'acció inusual dins de la productora però que li va permetre tenir un control sobre el guió i la direcció. Ha estat traduïda al català amb el títol El cameraman. L'any 2005 el National Film Registry de la Biblioteca del Congrés dels Estats Units la va seleccionar per a la seva preservació degut al seu interès cultural, històric o estètic.

## Argument
Luke Shannon és un fotògraf de carrer que es guanya la vida fent fotos als carrers de Nova York. Un dia la seva feina es veu interrompuda per una celebració multitudinària que és filmada per molts reporters. Entre ells, Luke coneix la Sally i se n'enamora. Quan descobreix que Sally treballa al departament de notícies de la Metro-Goldwyn-Mayer, aconsegueix fer-se contractar com a càmera després de canviar la seva càmera fotogràfica per una de cinema.
Sally per la seva part li recomana que filmi tan com pugui i a més li dona informacions per tal que pugui tenir la primícia en diferents notícies. De totes maneres, les seves primeres gravacions són molt dolentes i semblen montatges avantguardistes, cosa que provoca la burla de la resta de professionals de l'empresa. Malgrat el fracàs, Sally accepta una cita amb Luke i junts van a la piscina. Allà ell ha de fer front a nombrosos inconvenients. En sortir de la piscina, la parella es troba amb Harold Stagg, un altre periodista de la companyia, que s'ofereix a portar Sally en el seu cotxe. La jove accepta i Luke puja al seient de darrere però queda ben moll a causa d'un ruixat.
L'endemà Sally l'envia a filmar la festa del barri xinès, doncs sembla que ha de succeir quelcom important, notícia que només explica a ell. Camí cap allà xoca accidentalment amb un músic de carrer i suposadament mata el seu mico. Un policia que es presenta en l'incident obliga Luke a pagar pel mico i li ordena que s'endugui el cos de l'animal. Poc després el mico recobra el coneixement i acompanya Luke.
Un cop al barri xinès es produeix una lluita entre clans rivals que ell pot anar filmant. Quan és acorralat pels membres d'un dels clans es rescatat pels policies que arresten els que es barallen. Luke torna l'oficina però descobreix que la càmera no té pel·lícula i que ha perdut tot el que havia filmat. Quan el seu cap descobreix que Sally havia donat la notícia a algú tan inexpert l'esbronca i Luke decideix plegar per evitar problemes a la noia.
Luke torna a la seva antiga feina però continua filmant com a entreteniment. Un dia decideix anar a enregistrar una regata en la qual participen Sally i el seu promès. Aleshores descobreix que el seu mico li havia robat la pel·lícula sense que ell se n'adonés. Aquest, per tal d'impressionar la seva companya pren riscos innecessaris que acaben fent volcar la barca. Harold reeix nadar fins a la platja sense pensar en cap moment en la noia que no pot sortir, ja que la barca va donant voltes al voltant seu. Luke se n'adona i es llença a l'aigua per salvar-la. Quan li surt bé portar-la a la platja, Sally està inconscient i Luke corre vers una farmàcia per cercar quelcom per reanimar-la. Mentrestant Harold pren el seu lloc i quan Sally es desperta la convenç que ha estat Harold que l'ha salvat. Quan Luke torna els veu com s'allunyen per la platja.
Luke envia l'escena de l'enfrontament al barri xinès a la companyia de notícies i el seu excap l'examina en presència de Sally i Harold. El cap queda impressionat per l'enregistrament de Luke dient que és la millor feina que ha vist en anys. A continuació del metratge troba a més la filmació de l'accident de Sally: el petit mico, volent imitar el seu amo, ha gravat tota l'escena del salvament. Sally descobreix la impostura de Harold i que el seu veritable heroi és en Luke i decideix anar a buscar-lo. Li explica que allà l'esperen per fer-li una gran rebuda. Mentre van pel carrer, es troben amb una desfilada en honor de l'aviador Charles Lindbergh i Luke creu que en realitat és per a ell.

## Repartiment
- Buster Keaton (Luke Shannon)
- Marceline Day (Sally Richards)
- Harold Goodwin (Harold Stagg)
- Sidney Bracy (Edward J. Blake, el cap)
- Harry Gribbon (Henessey, el policia)